# Orson Welles (Krater)
Orson Welles ist ein Einschlagskrater auf dem Mars. Er wurde im Jahr 2003 nach dem US-amerikanischen Filmregisseur, Schauspieler und Autor Orson Welles benannt.

## Beschreibung

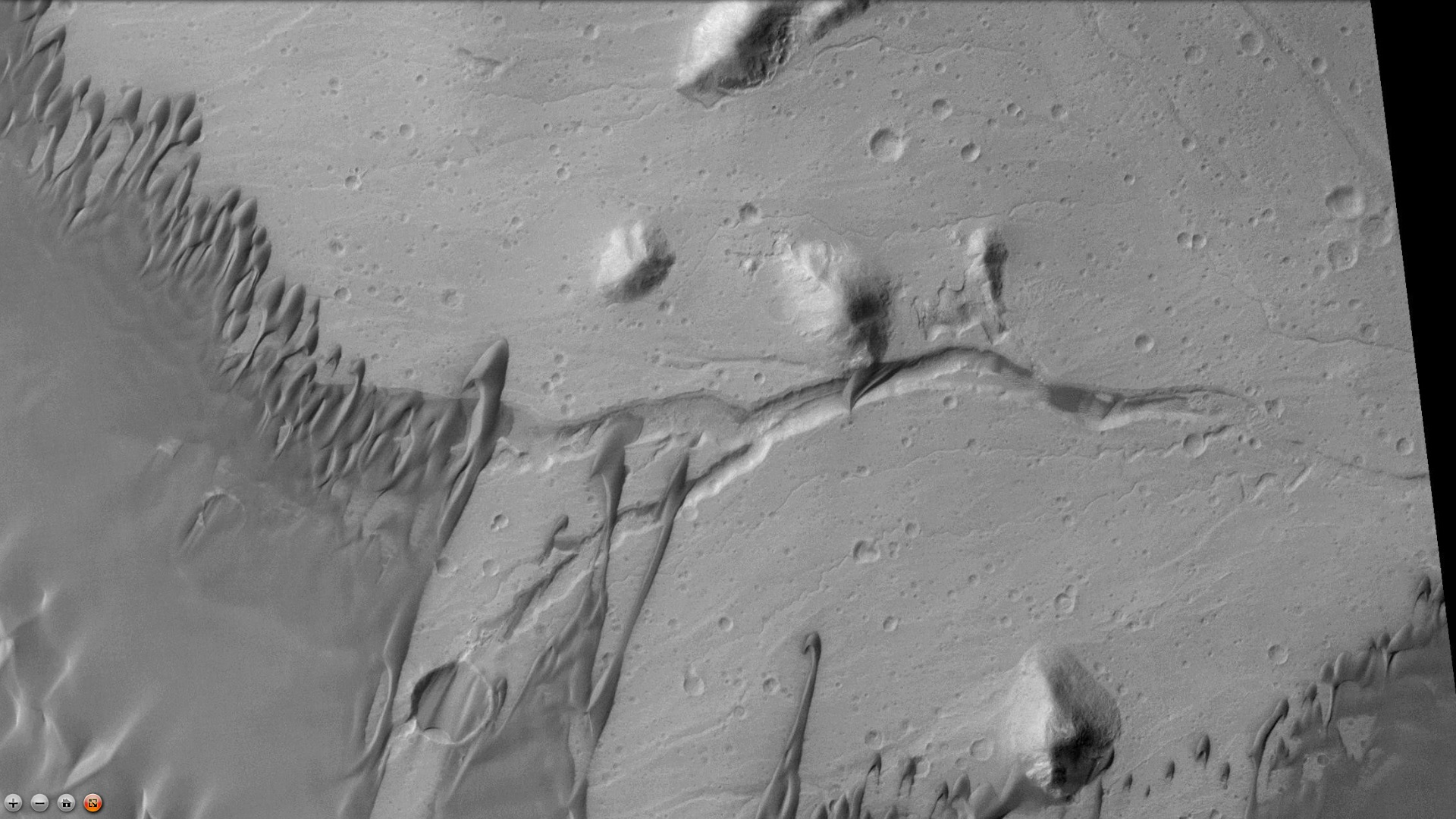
Dühnen am Kraterboden von Orson Welles

Der Krater hat einen Durchmesser von 116 km. Er liegt im Hochland Xanthe Terra direkt auf dem Äquator, teils innerhalb des Lunae Palus- und des Coprates-Gradfelds. Chaotisches Terrain in seinem Innern ist Quelle des Shalbatana Vallis.